# Cornellà del Bercol
Cornellà del Bercol i etimològicament Cornellà del Bèrcol ([kurnə'ʎaðəlbər'kɔl], en francès Corneilla-del-Vercol), és un poble, cap de la comuna del mateix nom, de 2.162 habitants, de la comarca del Rosselló, a la Catalunya Nord.

## Etimologia
El topònim compost de Cornellà del Bercol necessita una explicació doble. D'una banda, Cornellà, que procedeix del nom propi llatí Cornelius per via del derivat Cornelianus (de Corneli). De l'altra, Bercol, que Joan Coromines accentua com a Bèrcol en el seu Onomasticon Cataloniae, procedeix d'un probable Ilibercale, format per l'arrel del nom antic d'Elna, Iliberis, que hauria donat la forma Elbèrcol, o Elbercol. Cale, segons Coromines, és la paraula preromana equivalent al nostre sègol.
Apareix el 1100 com a Cornelan (Repertori toponímic de Pere Ponsich, 1980, 37).

## Geografia

Situació de la comuna de Cornellà del Bercol en el Rosselló

### Localització i característiques generals del terme

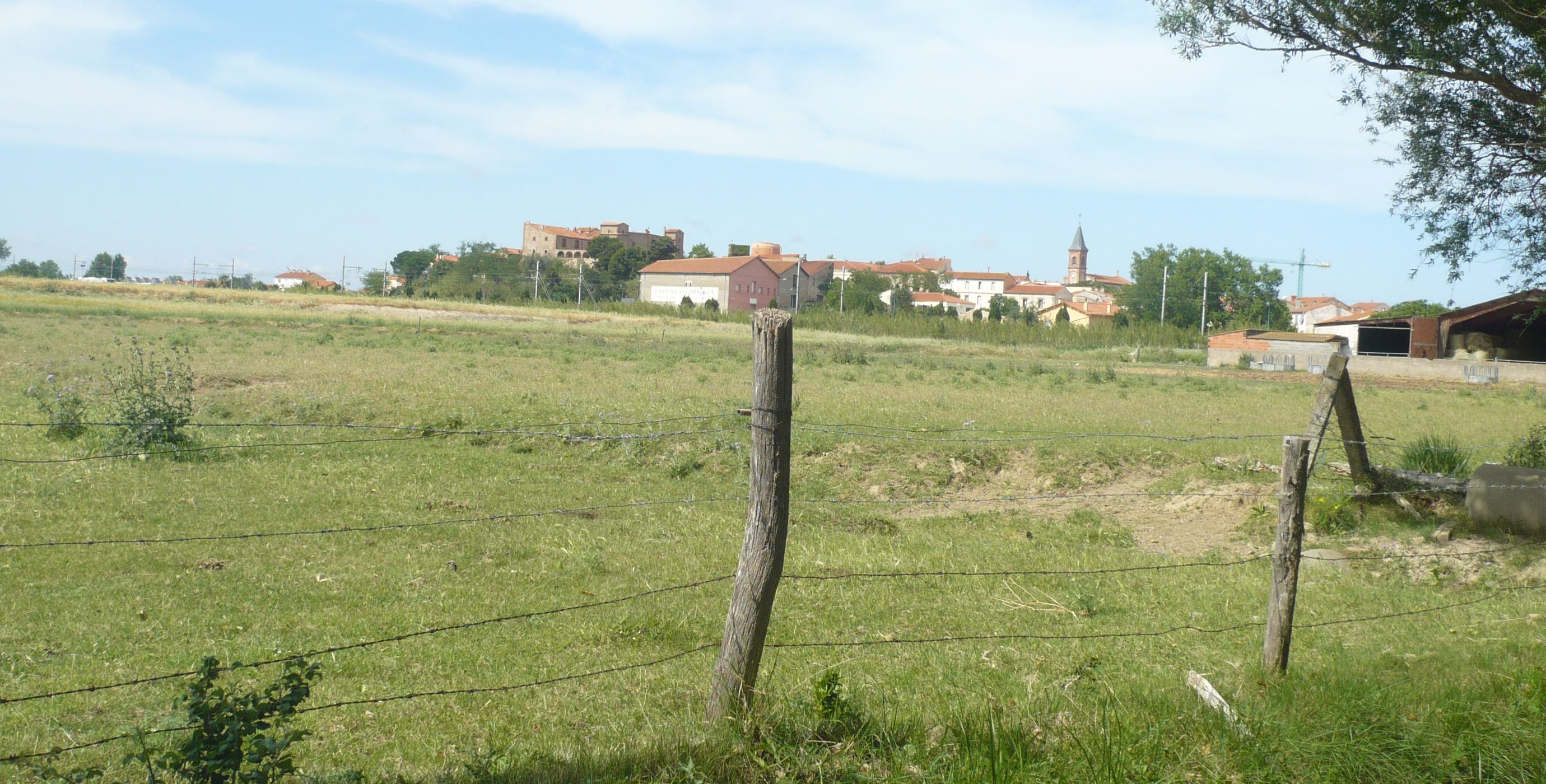
Vista general de Cornellà del Bercol

El terme de Cornellà del Bercol, d'una extensió de 54.300 hectàrees, està situat al sud-est de Perpinyà i al nord d'Elna, a la zona oriental del centre de la comarca, a l'est de l'estany de Vilanova de Raó.
No té límits naturals en cap costat, ja que està definit per les antigues possessions senyorials, actualment terres de particulars; en tot cas, són algunes agulles i els camins traçats entre aquestes possessions els qui fan de límit comunal: l'Agulla de Vall Maria i el Camí Vell de Vilanova a Elna al sud-oest, el Camí de Montescot a Tesà al nord-oest, el Camí de Vilanova i l'Agulla de Mitja Aigua al nord, i el Camí de Carlemany a llevant. És un territori molt pla, atès que l'altitud oscil·la entre els 5 metres d'altitud (al nord-est del terme, ran de l'Agulla de la Mar a prop de la capella del Paradís) o els 6 (al sud-oest, a l'altre extrem en diagonal, on hi havia hagut la Basseta, un antic estanyol) i els 28 metres d'altitud (al nord-oest, al turó on es troba el poble i el seu castell.
En aquesta zona hi havia un extens bosc de roures, principalment, que tenia com a límits Castell Rosselló al nord i Elna al sud. Aquest bosc, esmentat el 844, envoltava el poble. Només en queden vestigis a Vilaclara, a Palau del Vidre. Al segle xviii el territori de l'antic bosc donà pas a camps de conreu, després d'una extensíssima rompuda, i a darreries del segle xix la zona fou encara reconvertida en vinya.
El terme comunal de Cornellà del Bercol no té, enlloc del seu perímetre, cap límit geogràfic natural. És, doncs, un terme totalment definit per les possessions agràries. En tot cas, segueix sovint camins agrícoles.
Termes municipals limítrofs:
| Vilanova de Raó | Tesà | Alenyà |
|                 |      |        |
| Montescot       |      | Elna   |

### El poble de Cornellà del Bercol

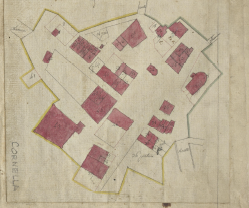
Cornellà del Bercol en el Cadastre napoleònic del 1812 (Arxius Departamentals dels Pirineus Orientals)

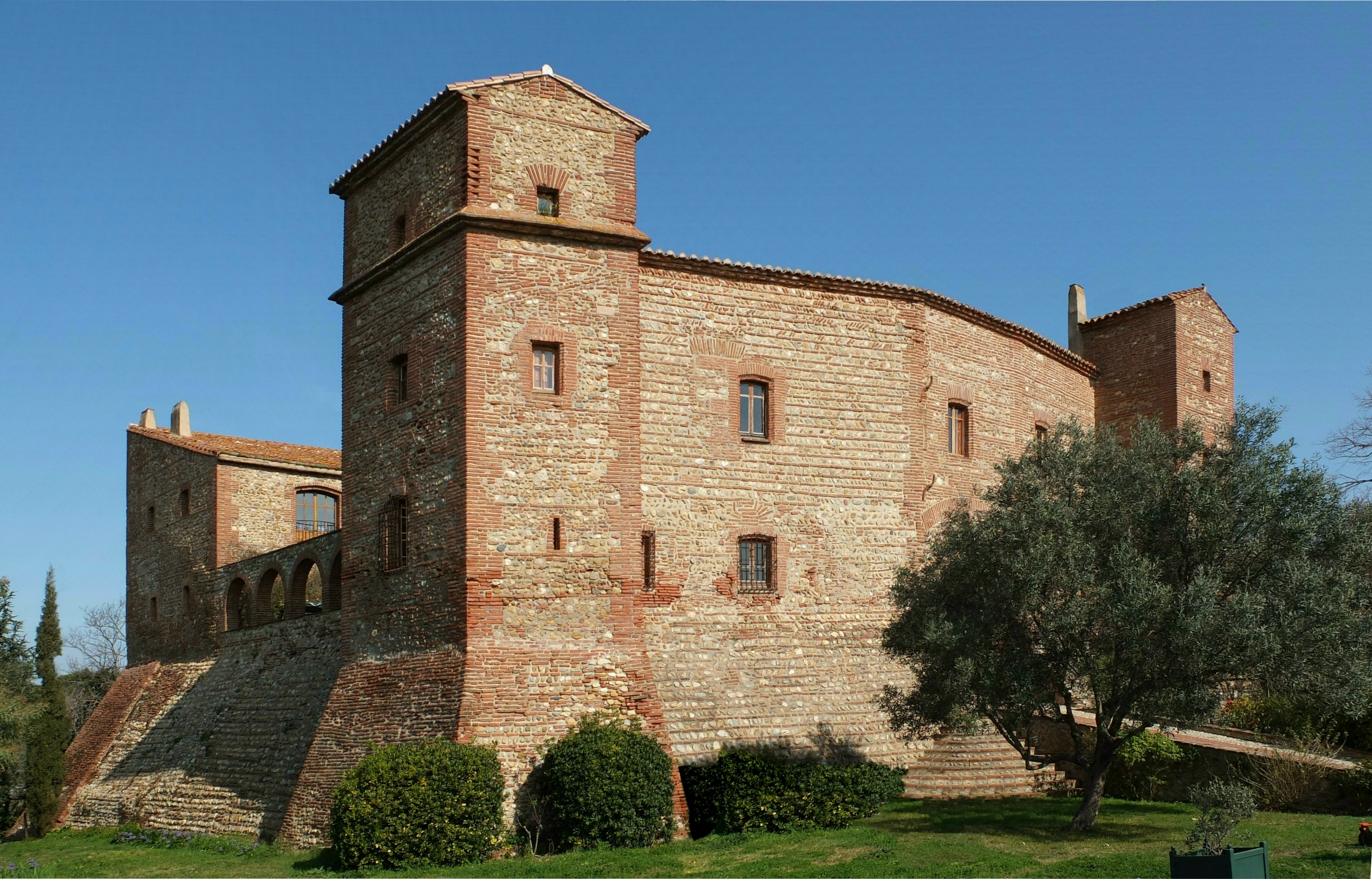
Façana del castell

El poble, situat a 27 metres d'altitud damunt d'un petit turó que sobresurt d'aquest sector de la Plana del Rosselló i és pràcticament el punt més elevat del seu terme. El poble és al centre de l'extrem nord del terme comunal, ran del límit amb Tesà.
El poble és situat ran de l'Agulla de la Mar, prop de la via fèrria de Cervera de la Marenda a Perpinyà, molt a prop del poble de Tesà. Format al voltant del Castell de Cornellà i de l'església parroquial de Sant Cristòfol, té dos barris antics enganxats al nucli vell: la Pallera i el Vilatge, també anomenat el Barri. Cal destacar la Timba, lloc on es marca clarament la diferència d'alçada del poble respecte de la carretera immediata.

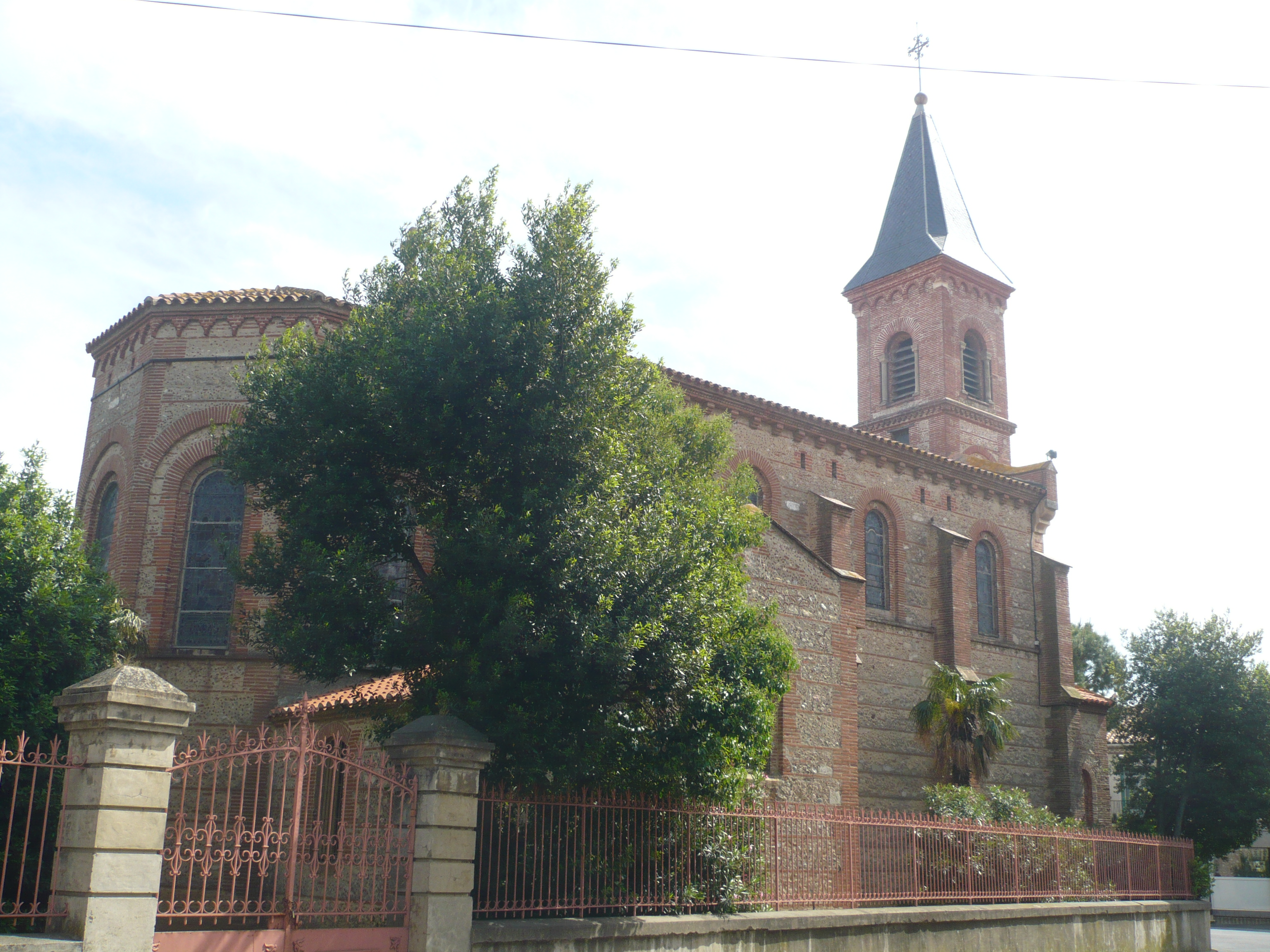
Vista de conjunt de l'església

L'eixamplament modern del nucli de població ha fet que antigues partides rurals hagin esdevingut barris de cases amb jardí, típiques de tot el Rosselló als darrers anys del segle xx i primers del XXI. Barris com els Abeuradors, l'Aspre de Castellbò i el Tonkin. Diverses urbanitzacions completen el paisatge urbà de Cornellà del Bercol: l'Aspre del Paradís, le Clos Catalan, les Hauts du Vercol i els Jardins de Cornellà.
Fora del nucli urbà cal esmentar els masos i casots existents en el terme, i la Bassa, immediatament al nord del nucli urbà, a prop de l'Aspre del Paradís.

### La Capella del Paradís
L'antiga Santa Maria del Vilar és actualment coneguda com a Capella del Paradís, o de la Mare de Déu del Paradís.
També hi havia hagut la capella de Sant Cristau, actualment del tot desapareguda. Era a ponent del poble.

### Els masos
Ultra els desapareguts Mas Pagès, o Mas Martori, i el Mas Vell, Cornellà del Bercol conserva alguns masos actius, com ara el Casot de la Basseta, el Casot de l'Aigua Blava, el Casot del Falguerar, el Mas d'en Castellbò, el Mas d'en Meler, o Mas d'en Tunica, el Mas d'en Puig, el Mas d'en Sicart i el Mas Sabardell.

### Corrents d'aigua
Cap riu no travessa el terme de Cornellà del Bercol. Tot just a l'extrem sud-oriental del terme hi ha un tram del traçat vell del Tec, però el curs actual d'aquest riu passa més al sud, dins del terme d'Elna. Ara bé, el terme cornellanenc és ple de canals de drenatge i d'irrigació, anomenats agulles a la Plana del Rosselló. La més important és l'Agulla de la Mar, antigament Agulla Cabdal, que entra en terme de Cornellà del Bercol pel sud-oest, procedent del terme de Bages de Rosselló i després de passar pel nord de Montescot, i se'n va pel nord-est cap a l'Estany de Sant Nazari, o de Canet, passant al sud dels nuclis de Tesà i d'Alenyà.
A banda de l'Agulla de la Mar, també recorren aquest terme l'Agulla de la Basseta, la del Bosc, la del Pas del Fang, la de la Mitja Aigua, la del Regatiu, que és continuació de l'Agulla del Molí d'Elna, la de Val Marie, la de Vilanova, la dels Prats i l'Agulla Nova de l'Aspre del Paradís; hi havia hagut, a més, l'Agulla dels Ullals, l'Agulla Pairal de la Bassa i l'Agulla Vella.
Les aigües estancades, ara la major part dessecades, també eren presents en aquest racó de la Plana del Rosselló. Per això es conserven, per bé que només en la memòria d'alguns, topònims com ara l'Aiguall, la Bassa o els Estanyols. Es conserva també el topònim del Gorg, encara que és en un indret absorbit pel nucli urbà, i ja no assenyala cap gorg.
El que sí que existeix a Cornellà del Bercol és la Font del Terra Verd i hi havia un bon nombre de pompes, que pouaven l'aigua des del subsòl: la Pompa de Font Roget, la Pompa de la Coc, la Pompa de la Plaça, la Pompa de l'Iglesi, que donava aigua a l'Abeurador dels Cavalls, i la Pompa d'en Maixina, totes elles actualment desaparegudes. Els pous sí que es conserven: Pou de la Bassa, Pou de l'Aigua Blava, Pou de les Basses de la Font, que és un pou artesià, i el Pou de les Rotes. En canvi, el Pou del Prat del Roc és desaparegut. A part del dels Cavalls, hi havia un altre abeurador, també desaparegut: el del Tonkin.

### El terme comunal
En tractar-se d'un terme essencialment agrícola, conserva molts topònims relacionats amb l'explotació agrària o les delimitacions cadastrals que hi són relacionades.
Les principals partides amb el nom encara vigent són els Abeuradors, l'Aspre de Castellbò, l'Aspre Gros, o del Paradís, les Basses de la Font, la Basseta, els Bous, Camí de Perpinyà, el Canyer de la Set, la Dala, el Farratjal, el Mas del Roig, la Mitja Aigua, la Mongetera, els Mossellons, el Noguer, el Pas del Fang, la Platana, el Procurador, el Puget Bossut, els Pugets, o les Puges, el Regatiu, la Rodella, les Rotes, la Set, la Tampa, el Terra Prim, un altre Terra Prim, abans el Terra Prim del Pont de les Arenes, el Terra Verd i el Terra Verd de Tesà, o el Pas del Fang. D'altres són noms ja passats a la història, bé a causa del desús, bé perquè l'indret on s'aplicava ha estat urbanitzat, com ara l'Aiminadeta, la Carrera, Dotre Bassa, Dotre Monts, les Fontetes, o els Fontanals, Garriga Comtal, l'Illa del Bosc, els Joncars del Bosc, els Joncars del Noguer, el Malvissar, els Oms, el Pas del Roure, el Pas d'en Jonqueres, el Pont de les Arenes, o el Pont Negre, o el Pontarró, la Rota Rodona, el Tamariguer, les Triperes, abans els Tipers i el Vilar.
D'altres noms indiquen camps, horts, prats o similars: Avallric, o el Prat de l'Armanguer, les Basses, abans Prat de la Bassa, el Bosc, abans Colomina del Bosc, Camp del Bosc, Camp del Camí -del Camí Ral-, Camp del Pou (un d'existent), Camp del Roure (també un d'existent), Camp d'en Bernat, Camp d'en Tin, Camp Llarg, abans Camp de la Teuleria, les Closes, les Closetes, Colomina de la Figuera, Colomina Rodona de Mossellons, abans Colomina Rodona o Colomina de Mossellons, els Emprius, abans la Colomina dels Emprius, els Emprius Joves, els Emprius Vells, l'Era, el Falguerar o el Falguerar Jove, abans la Colomina dels Emprius, l'Hort d'en Puig, el Pradalet, o Pardalet, abans la Closa d'en Roger, els Pradalets, o Pardalets, els Pradets, o els Paradets, abans Prat dels Frares, Prat de la Marta, Prat de l'Anselme, Prat de la Rodella, Prat de l'Arròs, Prat de la Roja, Prat de la Vila, abans la Bassa, Prat de l'Hereu, o els Paradets, Prat del Mas Blanc, Prat de l'Obra, Prat del Ric, Prat de Mossú Enric, Prat d'en Debollet, abans Prat de la Bassa, Prat d'en Miquell, Prat Llarg, el Quarter de l'Om, o el Regatiu, abans Colomina Roca o Camp del Regatiu, el Tec Vell, abans Camp del Tec Vell i la Vinya Llarga, avui dia desviació de la carretera. També en alguns casos es tracta de noms antics, com Camp de la Capella, Camp de la Costa, Camp de la Morera, Camp de l'Arbre, Camp del Benet, Camp del Camí -de Montescot a Tesà-, Camp del Camí -de Sant Cebrià-, Camp del Canyet, Camp del Castanyer, Camp de l'Era, Camp del Manglaner, Camp del Paradís, Camp del Pou (un de desaparegut), Camp del Quartell, Camp del Puig, Camp del Roure (un de desaparegut), Camp del Vern, Camp d'en Reiners, la Closa, Closa del Paradís, Closa Nova, la Colomina, Colomina de l'Anglada, Colomina d'en Passamà, Colomina dels Tipers, els Cortils, Cotiu Çagarriga, Cotiu de la Basseta, Cotiu de la Closa, Cotiu del Paradís, Cotiu del Noguer, l'Horta de Cornellà, l'Horta d'en Sicart, abans la Colomina de l'Om, l'Horta de l'Estanyol, l'Hort, l'Hort del Bosc, l'Hort del Camí Ral, l'Hort del Noguer, l'Hort del Pont de les Arenes, l'Hort d'en Banya, l'Hort d'en Maurice, l'Hort Gros, l'Hort Petit, Prat de Beget, Prat de la Carrera, Prat del Camí -de Montescot-, Prat del Paradís, Prat del Pas d'en Jonqueres, Prat d'en Pallassa, el Prat Nou, els Vinyals i el Vinyer Rodon.

#### El Cadastre napoleònic
En el Cadastre napoleònic del 1812, Cornellà del Bercol apareix dividit en dues seccions, anomenades senzillament A i B. La primera abraça principalment el sud i l'oest del terme, mentre que la segona, l'est i el nord. Cal dir que en aquells plànols cadastrals no hi apareix cap mena de topònims.

## Transports i comunicacions

### Vies antigues de comunicació
Les dues grans vies antigues de comunicació del Rosselló passaven per Cornellà del Bercol: el Camí de Carlemany, ben bé pel límit oriental del terme, i la Via Domícia més a l'oest, a l'interior. Aquesta darrera, que procedia de Ruscino, Salelles i Tesà, anava a buscar el costat de ponent de l'actual traçat de la línia del ferrocarril, cap a Elna. Per l'actual límit oriental del terme discorria el Camí de Carlemany, que a Tesà s'ajuntava amb la Via Domícia. Venint del sud, entrava per on ara hi ha el Mas Porra, i se n'anava cap a Tesà per Negabous. Se'n conserva bona part del traçat, tot i que el paviment actual recobreix l'antic.

### Carreteres
Tres carreteres solquen el terme de Cornellà del Bercol, però una de les tres ho fa migpartint el terme en pràcticament dues meitats. Es tracta de la carretera D-914 (D-900 a Perpinyà, a les Arcades - Coll dels Belitres, a Cervera de la Marenda), que en tot el seu traçat per aquest terme és en forma d'autovia. Entra pel nord del terme, ben bé a la seva meitat, i s'adreça cap al sud-est, al biaix, i surt per l'extrem sud-oriental del terme, després de marcar gairebé un angle recte abans de penetrar en territori d'Elna.
A part d'aquesta carretera, hi ha la D-80 (Tesà-Montescot) que, procedent de Tesà, entra pel nord-est, travessà el nucli urbà de Cornellà del Bercol, i se'n va cap al sud-oest, en direcció a Montescot. A l'extrem meridional del terme, partint de la D-914, hi ha encara la carretera D-50 (D-914, a Cornellà del Bercol-D-40, a Elna), que s'adreça al sector occidental del terme d'Elna.
Per carretera, Cornellà del Bercol és a 8,5 quilòmetres de Perpinyà, a 2 de Tesà, a 2,5 de Montescot i de Vilanova de Raó, a 3 de Salelles i a 4 d'Elna i d'Alenyà.

### Ferrocarril
De forma quasi del tot paral·lela a la D-914 travessa el terme de Cornellà del Bercol la línia fèrria de Cervera de la Marenda a Perpinyà, que no té estació en aquest terme municipal. L'estació més propera és a Elna.

### Mitjans de transport públic
La línia 430 dels autobusos departamentals de la xarxa Le bus à 1 € uneixen Cornellà del Bercol amb Perpinyà, a una distància de mitja hora, Tesà, a 5 minuts, Elna, a 10, i la Torre d'Elna, a 20. Circula de dilluns a dissabte.
També hi passa la línia 435, de Tesà a Elna per Montescot, que enllaça Cornellà del Bercol amb Tesà en 5 minuts, amb Montescot en 10 i amb Elna en poc més d'un quart d'hora. Aquesta línia només dona servei el divendres.

### Camins
Com que el terme de Cornellà del Bercol és un terme molt pla, una extensa xarxa de camins el recorre, alguns dels quals han estat substituït per les modernes carreteres. Entre aquestes es troben la moderna autovia D-914, anomenada la Quatre Vies la Ruta de Perpinyà i la d'Elna. Alguns dels camins menen a pobles veïns, com el Camí de Montescot, el de Montescot a Tesà, el de Sant Cebrià, el de Tesà, el de Vilanova, o Camí del Pou, i el de Vilanova a Elna. D'altres camins porten a llocs del terme comuunal: Camí de la Capella del Paradís, Camí de les Set, o de les Arenes, Camí del Regatiu, Camí dels Prats, abans Carrera de la Bassa i Camí del Terra Verd. Esment a part mereixen el Camí de Ferro, nom popular de la via del tren, el fragment de la Via Domitia que passa pel poble, denominat aquí Carrera de Carlemany o Camí de Carles, i el Camí Ral, que menava a Perpinyà. Cal destacar que una de les antigues carreres que travessava Cornellà del Bercol és ja desapareguda sota l'asfalt de les modernes carreteres: la Carrera de Mossellons.

## Història

### Prehistòria
A l'Aspre del Paradís, al nord-est del terme comunal, prop de la capella del Paradís, es van trobar restes del Neolític en una segona fase d'excavacions, per dessota del que s'havia trobat anteriorment dels segles IV a VI de la nostra era.

### Història Antiga
A cavall dels termes d'Alenyà i Cornellà del Bercol es troben les terres del Mas Xixet, on van ser trobades nombroses restes d'un assentament rural del segle i abans de la nostra era; es tracta dels jaciments del Pas del Fang i de les Cent. A Mitja Aigua, també al nord del terme i a cavall de les dues comunes esmentades, ran de l'Agulla de la Mar, també es van trobar moltes mostres de ceràmica romana. A l'Aspre del Paradís, també a la zona nord-est del terme, una mica al sud dels anteriors, es va trobar una gran superfície (d'uns 5.000 m²) amb abundant material que duu a apreciar-hi un hàbitat rural ocupat dels segles IV a VI de la nostra era, per damunt dels que es trobaren en una segona fase d'excavacions pertanyents al Neolític. Entre els elements destacats d'aquest darrer indret hi ha unes plaquetes esculpides d'ivori amb escenes de vida quotidiana, amb éssers humans i animals.
En una capella de l'església parroquial de Cornellà del Bercol fou trobada una estela o pilastra romana, amb la inscripció L(ucius) AELIUS / CANTABER. Aquesta estela està dipositada actualment en el Museu Rigaud de Perpinyà.

## Demografia

### Demografia antiga
La població està expressada en nombre de focs (f) o d'habitants (h)
| 26 f | 5 f | 7 f | 6 f | 5 f | 27 f | 22 f | 20 f | 92 h | 20 f | 21 f |

Font: Pélissier 1986

### Demografia contemporània
| Evolució de la població |      |      |      |      |      |      |      |      |
| 1793                    | 1800 | 1806 | 1821 | 1831 | 1836 | 1841 | 1846 | 1851 |
| 87                      | 82   | 117  | 136  | 153  | 190  | 224  | 300  | 293  |

| 1856 | 1861 | 1868 | 1872 | 1876 | 1881 | 1886 | 1891 | 1896 |
| ---- | ---- | ---- | ---- | ---- | ---- | ---- | ---- | ---- |
| 274  | 240  | 297  | 274  | 293  | 344  | 401  | 470  | 479  |

| 1901 | 1906 | 1911 | 1921 | 1926 | 1931 | 1936 | 1946 | 1954 |
| ---- | ---- | ---- | ---- | ---- | ---- | ---- | ---- | ---- |
| 518  | 509  | 475  | 491  | 501  | 503  | 565  | 488  | 508  |

| 1962 | 1968 | 1975 | 1982 | 1990  | 1999  | 2006  | 2011  | 2012  |
| ---- | ---- | ---- | ---- | ----- | ----- | ----- | ----- | ----- |
| 539  | 633  | 756  | 965  | 1.450 | 1.505 | 1.938 | 2.198 | 2.176 |

| 2013  | - | - | - | - | - | - | - | - |
| ----- | - | - | - | - | - | - | - | - |
| 2.162 | - | - | - | - | - | - | - | - |

Fonts: Ldh/EHESS/Cassini fins al 1999, després INSEE a partir deL 2004

### Evolució de la població

Evolució de la població

### Batlles

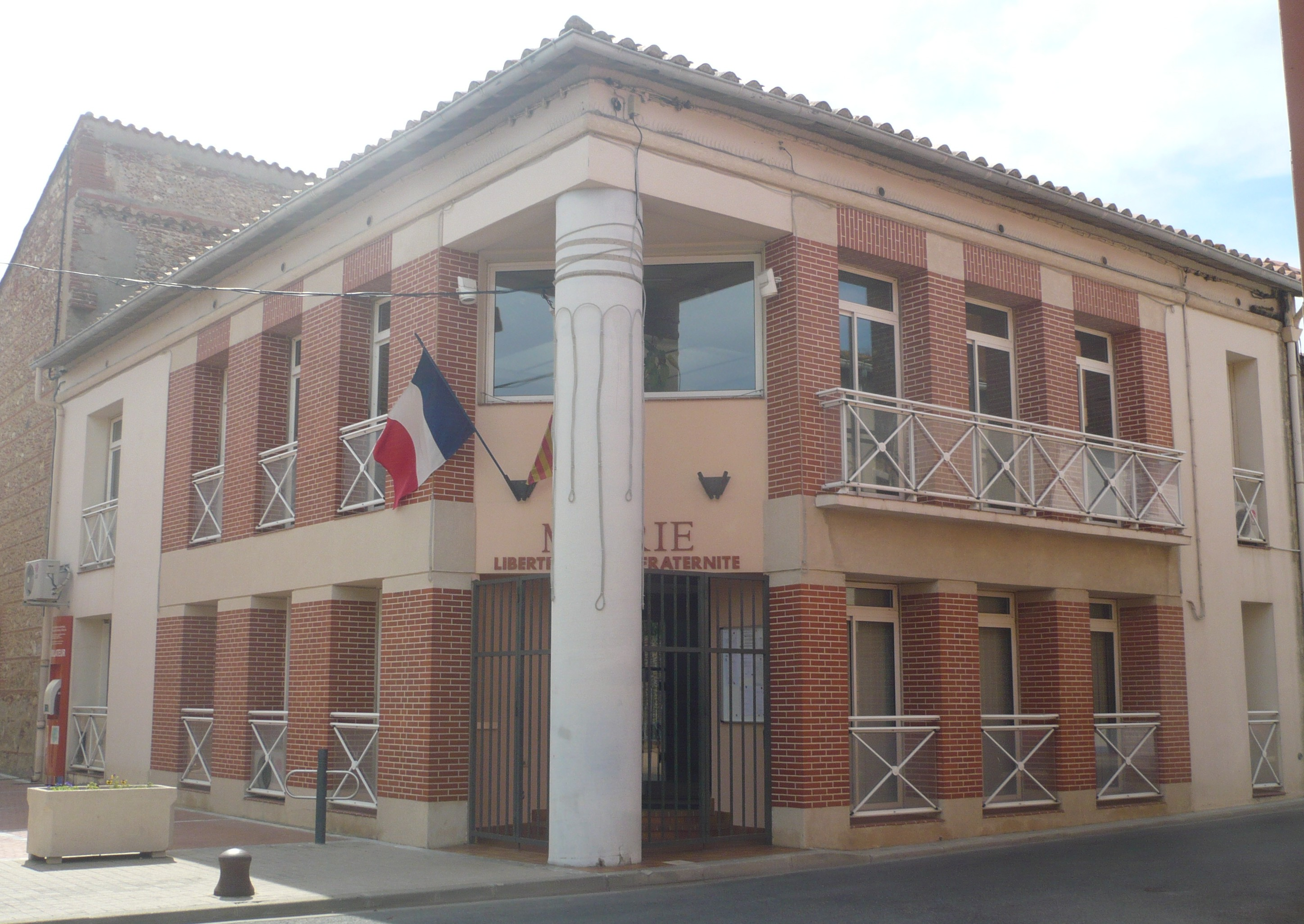
La Casa de la Vila

## Administració i política

### Batlles[12]
| Període              | Nom             | Opció política | Comentaris |
| -------------------- | --------------- | -------------- | ---------- |
| 2009 – Moment actual | Marcel Amouroux | DVD            |            |

### Legislatura 2014 - 2020

#### Batlle
- Marcel Amouroux

#### Adjunts al batlle[13]
- 1r: Annie Ramirez
- 2n: Jean-Louis Torres
- 3r: Agnes Lironcourt
- 4t: Fernand Beltra
- 5è: Sylviane Mirol.

#### Consellers municipals
- Alphonse Douvier
- Jeannine Blanc-Mary
- Alain Lafitte
- René Wallez
- Jean-Louis Bonnes
- Stanislas Jonqueres
- Michelle Jouando-Vives
- Valerie Lissarre
- Christophe Manas
- Sandra Fornelli
- Fabienne Font
- Laurie Gaffard
- Nadège Nenert.

### Adscripció cantonal

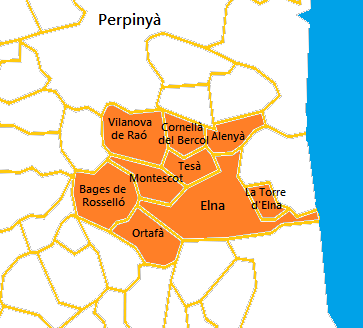
Mapa del Cantó de la Plana d'Illiberis

El 1790 la comuna de Cornellà del Bercol fou inclosa en el cantó d'Elna, dins del districte de Perpinyà. El 1801 fou relligada al cantó de Perpinyà-Est, i després integrada en el nou cantó de Perpinyà-III, el 1973. En fou desglossada el 1982 per tal de formar part del recreat Cantó d'Elna.
A les eleccions cantonals del 2015 Cornellà del Bercol ha estat inclòs en el cantó número 12, denominat La Plana d'Illiberis, amb capitalitat a la ciutat d'Elna i amb els pobles d'Alenyà, Bages, Cornellà del Bercol, Montescot, Ortafà, Tesà, la Torre d'Elna i Vilanova de Raó. Hi ha estat escollits com a consellers departamentals Marie-Pierre Sadourny, del Partit Socialista, consellera municipal a l'oposició a Sant Cebrià, i Nicolas Garcia, del Partit Comunista Francès - Front d'esquerres, conseller municipal a l'oposició a Elna.

### Agermanaments
- Cornellà del Terri

## Llocs d'interès
- Castell de Cornellà del Bercol, originalment del segle xi però considerablement reformat el XIX
- Església de Sant Cristòfol, del segle xix
- Santuari de la Mare de Déu del Paradís, romànic en origen, totalment reformat el segle xix

## Economia

### Serveis turístics
A Cornellà del Bercol hi ha poca oferta turística, atès el seu relatiu allunyament de la zona de platges i del caràcter essencialment agrícola del poble. Tres cases ofereixen cambres d'hostes als qui vulguin fer nit al poble.

## Fills il·lustres
- Pere Jonqueres d'Oriola: Genet d'hípica, doble campió olímpic i campió del món durant els anys 50 i 60.